# Pramoedya Ananta Toer
Pramoedya Ananta Toer (n. 6 februarie 1925, Blora, Indiile de Est Olandeze - d. 30 aprilie 2006, Jakarta, Indonezia) a fost un scriitor indonezian.

## Opere literare
(titluri în indoneziană și engleză)
- Kranji-Bekasi Jatuh (The Fall of Kranji-Bekasi) – 1947
- Perburuan (The Fugitive) – 1950
- Keluarga Gerilya (Guerilla Family) – 1950
- Bukan Pasar Malam (It's Not an All Night Fair) – 1951
- Cerita dari Blora (Story from Blora) – 1952
- Gulat di Jakarta (Wrestling in Jakarta) – 1953
- Korupsi (Corruption) – 1954
- Midah - Si Manis Bergigi Emas (Midah - The Beauty with Golden Teeth) – 1954
- Cerita Calon Arang (The King, the Witch, and the Priest) – 1957
- Hoakiau di Indonesia (Chinese of Indonesia) – 1960
- Panggil Aku Kartini Saja I & II (Just Call Me Kartini I & II) – 1962
- Tetralogia Buru:
  - Bumi Manusia (This Earth of Mankind) – 1980
  - Anak Semua Bangsa (Child of All Nations) – 1980
  - Jejak Langkah (Footsteps) – 1985
  - Rumah Kaca (House of Glass) – 1988
- Gadis Pantai (Girl from the Coast) – 1962
- Nyanyi Sunyi Seorang Bisu (A Mute's Soliloquy) – 1995
- Arus Balik – 1995
- Arok Dedes – 1999
- Mangir – 1999
- Larasati – 2000
- All That Is Gone – 2004
- narațiunea din filmul olandez Jalan Raya Pos (Great Post Road)